# Michael Bach (Musiker)
Michael Bach (* 17. April 1958 in Worms) ist ein deutscher Cellist, Komponist und bildender Künstler. Bekanntheit erlangte er auch mit seiner Entwicklung verschiedener Modelle eines Rundbogens für Streichinstrumente. Als Autor veröffentlicht er unter dem Namen Michael Bach Bachtischa.

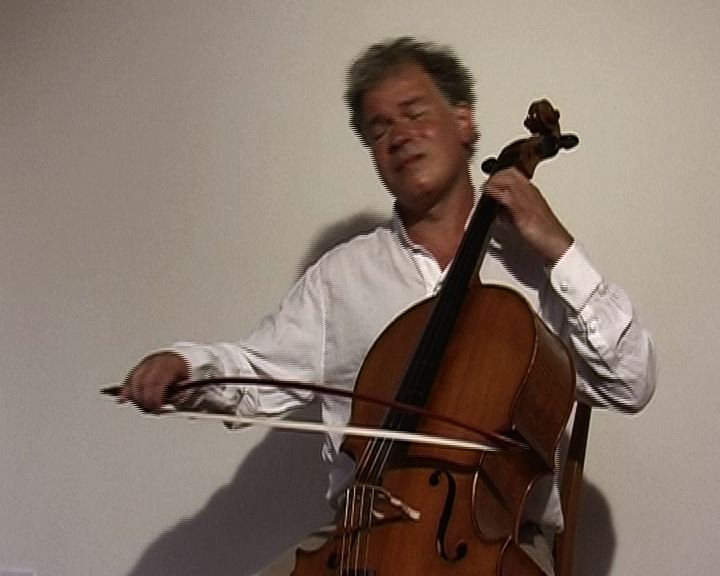
Michael Bach am Cello mit dem von ihm konstruierten Rundbogen

## Leben

### Musiker und Komponist
Michael Bach studierte Cello bei Gerhard Mantel, Boris Pergamenschikow, Pierre Fournier und János Starker.
Der Cellist trat bei Solokonzerten rund um die Welt auf, so unter anderem bei den Donaueschinger Musiktagen, dem Festival musica Strasbourg, dem Akiyoshidai Festival in Japan, in der Carnegie Hall New York, Suntory Hall Tokyo, der Alten Oper Frankfurt/Main.
Er steuerte signifikante Beiträge zur Kunst des zeitgenössischen Cellospiels bei. Seine Buchveröffentlichung Fingerboards & Overtones (1991) entwirft Ideen bezüglich des obertönigen und mehrstimmigen Spiels am Cello.
Seit 1994 tritt Michael Bach auch als Komponist in Erscheinung (siehe unten). Er bezeichnet seine Werke als „frei von kompositorischen Konventionen“. Sie enthalten neben den Tonhöhen meist keine zeitlichen Angaben. Eine Ausnahme bilden seine live-elektronischen Konzeptionen, die oft ein striktes Zeitmaß voraussetzen (NURHAUFFÜGUR, Röhrenstücke).
Michael Bachs cellistische und kompositorische Arbeit wurde mit den Preisen Gaudeamus Amsterdam, Kranichstein Darmstadt, Record Academy Prize Japan, Millennium Preis Würzburg ausgezeichnet.

### BACH.Bogen

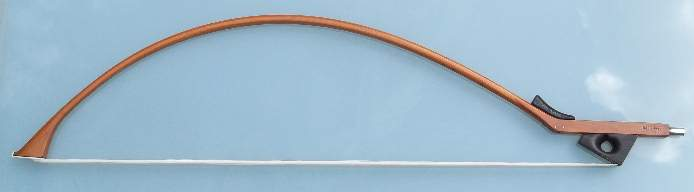
Ein BACH.Bogen

Ab 1990 entwickelte Bach den nach ihm selbst benannten BACH.Bogen, einen Rundbogen für Streichinstrumente, der durch seine hohe Wölbung und eine Mechanik zum Entspannen der Bogenhaare das gleichzeitige Streichen von mehr als zwei Saiten erlaubt, so dass volltönende, durchgehaltene Akkorde möglich sind. Außer einem Rundbogen für Violoncello entstanden auch Modelle für Violine, Viola und Kontrabass. Die Präsentation des BACH.Bogens fand 2001 in Paris statt, auf Einladung von Mstislaw Rostropowitsch, der diese Neuentwicklung von 1997 bis 2001 begleitet hatte.
Bis 2015 hat Michael Bach in 25 Jahren Entwicklungsarbeit insgesamt mehr als 50 Prototypen des BACH.Bogens konstruiert, die zu Bogenmodellen mit verschiedenen Ausformungen der Bogenwölbung geführt haben. Die Bögen wurden dabei im Detail immer weiter optimiert. Beispielsweise wird der bewegliche Frosch bei den neueren Modellen nicht nur vom Daumen betätigt, wie der metallene Hebel beim ersten Modell des BACH.Bogens, sondern auf der Gegenseite auch vom Mittelfinger und Ringfinger gehalten, was eine wesentlich bessere Kontrolle erlaubt.
John Cage, Dieter Schnebel, Walter Zimmermann und Hans Zender haben in Zusammenarbeit mit Michael Bach für den Rundbogen komponiert.
Der BACH.Bogen erhielt 2012 den 1. Preis des Ausstellungsprojekts „BACHLÄUFE – Johann Sebastian Bachs Spuren in der Moderne“ in Arnstadt.

### Bildende Kunst und visuell-akustische Projekte

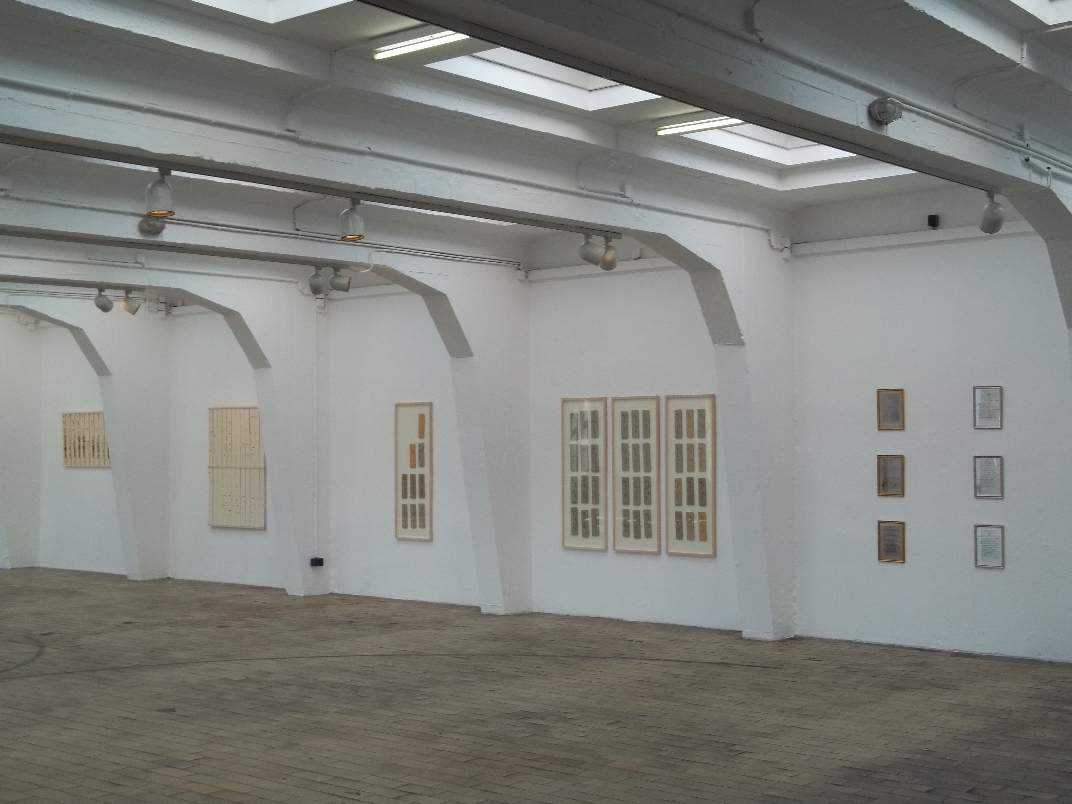
Ausstellung der Fingerboards in Trier 2012

In Kooperation mit der Bildenden Künstlerin Renate Hoffleit hat er Saiteninstallationen und Klanginstallationen im öffentlichen Raum verwirklicht, die oft mit speziell dafür geschriebenen Kompositionen und Performances erklingen. Ihre Projekte (zwischen e und f)² in Stuttgart und IM KLANGSTROM in Ulm wurden vom Innovationsfonds Kunst des Landes Baden-Württemberg gefördert. Das Projekt Schloss Kapfenburg besaitet... wurde im Jahr 2000 im Guinness-Buch der Rekorde gelistet.
Michael Bachs visuelle Arbeiten beinhalten Fingerboards, Fotocollagen, Zeichnungen und Skulpturen. Sie werden bei internationalen Ausstellungen gezeigt. Die Sonderbriefmarke zu „75 Jahre Donaueschinger Musiktage, Deutschland 1996“ nutzt das visuell-akustische Werk 18-7-92, Aufzeichnungen zu Ryoanji (1992).
In letzter Zeit entstehen auch experimentelle Videoproduktionen, die unter anderem im Zentrum für Kunst und Medien in Karlsruhe („videocello“) und im Chagall-Museum in Nizza gezeigt wurden.

## Kompositionen
- Ohne Titel (1992) für Cello und Zuspielbänder, UA Donaueschinger Musiktage 1994
- Notation 2 for 15 STRINGS and 5 Players (1992), UA Donaueschinger Musiktage 1994
- 55 Sounds (1995) for Cello, UA Schloss Monrepos, Ludwigsburg 1995
- 50 Sounds for Accordion, UA ZKM Karlsruhe 2010
- +Murbach für Cello, SWR Printemps Rhénan 2000
- A-E-G-C for Microtonal Piano, UA Internationale Musikakademie Schloss Kapfenburg 2000
- Karpfens'bug for String Players and Singers, UA Internationale Musikakademie Schloss Kapfenburg 2000
- Karpfens'teich for wind instruments, UA Internationale Musikakademie Schloss Kapfenburg 2000
- 57 Sounds for Organ, UA SWR Rheinischer Frühling 2001
- Notation for Chamber Orchestra, UA SWR Rheinischer Frühling 2001
- NURHAUFFÜGUR 1-7 for Cello and Live-electronics, UA Donaueschinger Musiktage 2000
- 5 Pitches, 13 Notes (2005) for Cello, UA MANCA Festival, Nice, France 2005
- 18-7-92 (1992/2004) for Cello and pre-recorded Media, UA Other Minds Festival, San Francisco 2008
- namen.los for Clarinet, UA Treffpunkt Rotebühl, Stuttgart 2008
- ONE13 for Cello and pre-recorded Media (Co-Autor: John Cage), UA Other Minds Festival, San Francisco 2008
- versbrechen – ein Fingerboard für Kirchner (2010) for Cello, UA Galerie Stihl, Waiblingen 2010
- locus amoenus (2014) für Cello mit Rundbogen, UA Sammlung Domnick, Nürtingen 2014
- vierumuns (2015) für vier Stimmen, UA (EXVOCO) Stadtbibliothek Stuttgart 2015
- 273" für Dieter Schnebel (2018) für Cello mit Rundbogen, UA Kunstbezirk Stuttgart, 2018
- Interludien (2018) für Cello mit Rundbogen, UA Ulmer Münster, 2018
- KLANGPARALLELEN (2022) für Cello mit Rundbogen, UA Stuttgart, 2022

## Uraufführungen
- 1986 Erstaufführung des SOLO (1965) von Karlheinz Stockhausen mit digitalen Verzögerungsmaschinen. Michael Bach, Cello und das Experimentalstudio des SWF, Leitung Hans-Peter Haller, in Freiburg (SWF).
- 1986 Erstaufführung der Sonate in Es-dur, opus 64 von Ludwig van Beethoven mit Bernhard Wambach in Karlsruhe.
- 1987 Uraufführung der Kadenzen (1913) von Arnold Schoenberg zum Cellokonzert in g-moll von Matthias Georg Monn mit dem Orchester der Beethovenhalle der Stadt Bonn unter Georg Schmöhe.
- 1991 Uraufführung von ONE8 and 108 für Cello mit Rundbogen und großem Orchester (1991) von John Cage, Michael Bach und dem Radio-Sinfonieorchester des SDR gewidmet, in Stuttgart (ohne Dirigent).
- 1992 Uraufführung der Michael Bach gewidmeten Komposition Mit diesen Händen (1992) von Dieter Schnebel zusammen mit William Pearson bei der „Heinrich-Böll-Woche“ in Köln.
- 1993 Uraufführung von ONE13 (1992) für Cello mit Rundbogen und drei Lautsprecherzuspielungen, Komposition von John Cage und Michael Bach Bachtischa, beim Festival musica in Strasbourg.
- 1998 Erstaufführung des TIERKREIS von Karlheinz Stockhausen in der Fassung von Michael Bach Bachtischa für Cello mit Rundbogen in Bayreuth.
- 2004 Erstaufführung des bislang unbekannten, vierstimmigen Capriccio 1828  für Violine solo von Niccolò Paganini in der Bearbeitung für Cello mit Rundbogen von Michael Bach Bachtischa in Worms.
- 2008 Uraufführung der neuen Fassung von ONE13 (1992/2006) für Cello mit Rundbogen, Komposition von John Cage und Michael Bach Bachtischa, in San Francisco und Stuttgart.
- 2010 Uraufführung der eigenen Komposition versbrechen – ein Fingerboard für Kirchner für Cello mit Rundbogen in der Galerie Stihl Waiblingen.
- 2014 Uraufführung der eigenen Komposition locus amoenus für Cello mit Rundbogen, Sammlung Domnick, Nürtingen.
- 2015 Uraufführung der eigenen Komposition vierumuns für vier Stimmen, EXVOCO Stuttgart, Stadtbibliothek Stuttgart.
- 2018 Uraufführung der eigenen Komposition 273" für Dieter Schnebel für Cello mit Rundbogen, Kunstbezirk Stuttgart.
- 2018 Uraufführung der eigenen Komposition Interludien für Cello mit Rundbogen innerhalb des Projekts IM KLANGSTROM mit Renate Hoffleit im Ulmer Münster
- 2022 Uraufführung der eigenen Komposition KLANGPARALLELEN für Cello mit Rundbogen innerhalb der Ausstellung 30 Jahre SKULPTURENFELD von Renate Hoffleit in Stuttgart

## Veröffentlichungen
- Fingerboards & Overtones, Bilder, Grundlagen und Entwürfe eines neuen Cellospiels. edition spangenberg, München 1991, ISBN 3-89409-063-4
- Der BACH-Bogen. In: Neue Zeitschrift für Musik, Mainz 5/1996
- Die Suiten für Violoncello von Johann Sebastian Bach. In: Das Orchester, Mainz 7–8/1997
- Neue Klangfarben und Nuancen beim Spiel. In: Neue Musikzeitung, Regensburg 5/1997

Blogs
In den beiden Blogs the bach update und the cello upgrade dokumentiert und analysiert Michael Bach Projekte und Aspekte der zeitgenössischen Musik sowie neue Erkenntnisse zu den Solowerken für Violine und Cello von Johann Sebastian Bach.

## Rundfunk und TV
Radio
- 1998, SWR2: Porträt-Sendung, Moderation: Sabine Fallenstein (60 Min.)
- 2000, SWR2: Sendung über den BACH.Bogen, Moderation: Sabine Fallenstein (10 Min.)
- 2007, Sveriges Radio: Interview über den BACH.Bogen, Moderation: Andreas Lindahl (20 Min.)
- 2016, SWR2: Porträt-Sendung, Treffpunkt Klassik extra am 31. Dezember 2016 (90 Min.)

Fernsehen
- 1990, TV Asahi: Daimei no Nai Ongakukai (題名のない音楽会). Michael Bach mit dem Tokyo City Philharmonic unter Leitung von Naozumi Yamamoto, Shibuya Public Hall, Tokio
- 1994, SWR Fernsehen: Konzert vom 14. Oktober 1994 bei den Donaueschinger Musiktagen